# Échevannes (Côte-d'Or)
Échevannes is een gemeente in het Franse departement Côte-d'Or (regio Bourgogne-Franche-Comté) en telt 147 inwoners (1999). De plaats maakt deel uit van het arrondissement Dijon.

## Geografie
De oppervlakte van Échevannes bedraagt 11,1 km², de bevolkingsdichtheid is 13,2 inwoners per km².
De onderstaande kaart toont de ligging van Échevannes (Côte-d'Or) met de belangrijkste infrastructuur en aangrenzende gemeenten.

## Demografie
Onderstaande figuur toont het verloop van het inwonertal (bron: INSEE-tellingen).